# 埃菲通讯社

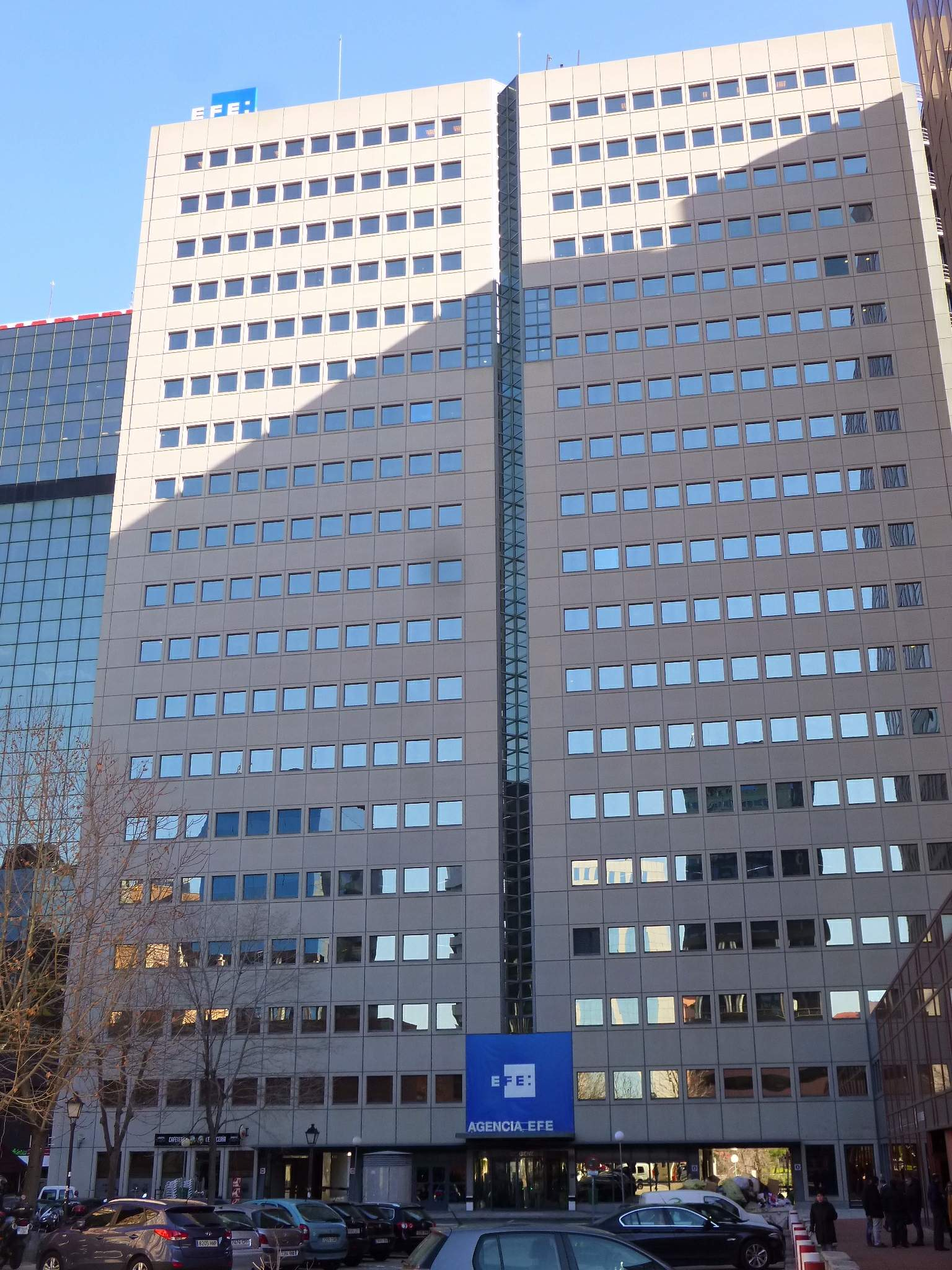
埃菲社

埃菲社（西班牙語：Agencia EFE），西班牙最大的通讯社，也是西班牙语世界影响力最大的通讯社，属于西班牙半官方性质的通讯社。1938年创办于西班牙的布尔戈斯，次年迁马德里，现今埃菲社的总部也设在此地。
该社为商业通讯社，但部分经费来源于政府拨款，社长也由西班牙政府任命。该社为国际性通讯社，在全球设有80多个分社，对拉丁美洲发展关注度较大，把半数驻外记者部署在拉丁美洲的28个分社。埃菲社使用用西班牙文、法文和英文向世界各地的用户提供消息。另外，埃菲社还负责转发西班牙政府的公报与法令，但不代表政府表态或发表评论。